# Gasableiter
Ein Gasableiter ist eine Gasentladungsröhre, die als Überspannungsableiter dem Schutz vor Überspannungsimpulsen dient, wie sie z. B. aufgrund von Blitz-Einschlägen in der Nähe von Netzen (Telefonnetz, Stromnetz) in diesen auftreten können. Häufig wird für Gasableiter die Bezeichnung englisch gas discharge tube oder deren Abkürzung GDT alternativ verwendet.
Die Überspannung wird im Gasableiter durch das selbsttätige Zünden einer Gasentladung abgebaut, die sich je nach Strom und Spannung als Glimmentladung, Funken- oder Bogenentladung ausbildet.

## Funktion

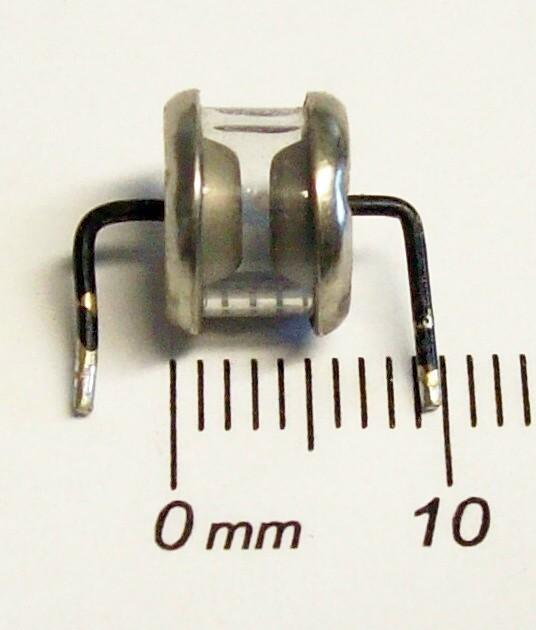
Gasableiter, Zündspannung ca. 600 Volt, Ableitstrom (8/20 µs) ca. 2500 Ampere

Unterhalb der Zündspannung verhält sich das parallel zur zu schützenden Leitung angeschlossene Bauteil wie ein Isolator und beeinflusst diese nicht. Ab einer bauteilspezifischen Zündspannung zündet im Gasableiter eine Gasentladung und die Klemmenspannung an ihm reduziert sich bei Strömen ab etwa 1 Ampere durch eine Bogenentladung innerhalb weniger Mikrosekunden auf ca. 10…20 Volt. Es handelt sich quasi um eine Glimmlampe bzw. gekapselte Funkenstrecke ohne Vorwiderstand. Anders als bei anderen Überspannungsableitern (Suppressordioden, Varistoren) sinkt also die Klemmenspannung gegebenenfalls weit unter die Nennspannung ab, was bei Netzanwendungen einem Kurzschluss gleichkommt.
Gasableiter reagieren langsamer als Varistoren oder Suppressordioden, können jedoch hohe Impulsenergien ableiten. Gasableiter werden ebenso wie Funkenstrecken als Grobschutzelement bzw. als Grobschutz bezeichnet, sie unterscheiden sich von Funkenstrecken durch die enger spezifizierte und enger tolerierte Ansprechspannung. Das wird durch die hermetische Kapselung und eine definierte Gasfüllung erreicht. Es gibt Ausführungen ab 90 bis ca. 4500 Volt Zündspannung. Die tatsächliche Zündspannung liegt bei steilen Impulsen weit über dem Nennwert, bei Funkenstrecken mit kleiner Nennspannung ist aufgrund einer stärkeren Feldinhomogenität dieser Effekt besonders ausgeprägt.
Während der Strom nach dem Ansprechen fließt, stellt sich eine Brennspannung von weniger als 25 Volt (Bogenentladung, ab etwa 1 A) oder ca. 50…200 Volt (Glimmentladung, bei Strom ≪ 1 A) ein. Der Ableitstrom nach Ende des Überspannungsimpulses muss bei höheren Betriebsspannungen über eine vorgeschaltete Sicherung abgeschaltet oder durch Schutzwiderstände begrenzt werden. Die aktive Betriebszeit darf nur kurz sein; es ist kein Dauerbetrieb oder zyklischer Betrieb möglich, da das Bauteil nicht imstande ist, die dabei umgesetzte Verlustleistung dauerhaft abzuführen.

## Aufbau

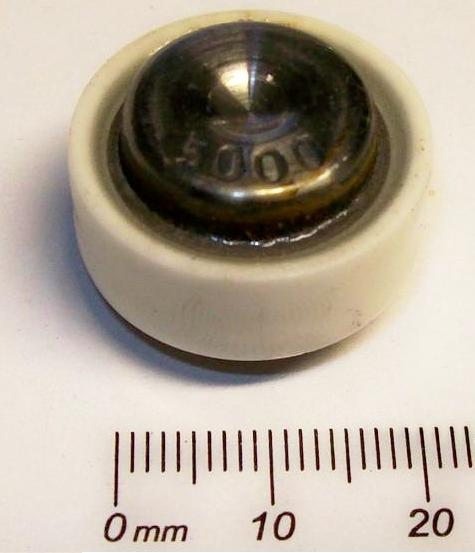
Älterer Gasableiter in Keramikgehäuse, Daten unbekannt

In einem Glas- oder Keramikkörper mit zwei massiven Metallanschlüssen (oft sind dies zugleich die Verschlusskappen) befindet sich Edelgas. Dem Edelgas können Spuren radioaktiver Substanzen zugemischt sein, um eine Vorionisation zu erreichen. Es werden auch Ausführungen aus zwei in Reihe liegenden Elementen mit drei Anschlüssen gefertigt. Sie dienen z. B. dem Schutz symmetrischer Leitungen, der mittlere Anschluss ist dann auf Erdpotential.
Kleine Gasableiter gleichen zuweilen in Form und Größe kleinen bedrahteten Glimmlampen, wie sie u. a. in beleuchteten Tastern eingesetzt werden. Solche kleinen Ableiter werden z. B. manchmal zum Überspannungsschutz der Elektroden von Bildröhren eingesetzt.

## Anwendung / Vor- und Nachteile
Vorteile

Schaltzeichen von zwei- und dreipoligem Gasableiter

- sehr geringe Eigenkapazität im Vergleich zu Varistoren und Suppressordioden;
- hohe Ableitenergien und Spitzenströme (üblich: 2 bis 20 kA);
- preiswert;
- aktive Überspannungsbegrenzung durch (niederohmigen) Kurzschluss im Auslösefall.
- Gasableiter werden für Nennbetriebsspannungen (Effektivwert) von 70 V bis in den Bereich einiger zehn kV gefertigt.
- Sehr lange Lebensdauer bei richtiger Dimensionierung;
- hoher Innenwiderstand (Gigaohm) im Ruhezustand.
- Eine Zerstörung durch einen einmalig auftretenden Spannungsimpuls hoher Energie ist bei Gasableitern unwahrscheinlich, kommt bei Varistoren hingegen oft vor.

Nachteile
- Verschleiß, nicht für periodisches Ansprechen geeignet (die Ansprechspannung des Gasableiters muss deutlich höher ausgelegt werden als die zu schützende effektive Nennwechselspannung).
- Quasikurzschluss nach dem Ansprechen, es resultiert daraus ein sogenannter Netzfolgestrom mit anfangs hoher Amplitude, der sinusförmig abklingt, daher bei Netzspannungsanwendungen Vorsicherung oder ein strombegrenzender Lastwiderstand (oder Netzleitungswiderstand) erforderlich.
- Höhere Ansprechzeit als Varistoren und unidirektionale Suppressordioden;
- nach dem Auslösefall benötigt der Ableiter einige Millisekunden, um wieder hochohmig zu werden, die sogenannte Entionisierungszeit, währenddessen fließt noch der Netzfolgestrom.
- Bei der Auslegung von Gleichspannungsanwendungen ist zu beachten, dass Gasableiter nur im Nulldurchgang des Stromes verlöschen; ohne weitere Maßnahmen würde der Gasableiter bei Gleichspannung somit nicht wieder hochohmig werden und dauerhaft Strom durch ihn fließen (Dauerkurzschluss).
- bei hohen Spannungsanstiegsgeschwindigkeiten {\displaystyle \mathrm {dU} /\mathrm {dt} } löst der Ableiter erst bei einer noch höheren Spannung als seiner Nennzündspannung aus, da er einige Mikrosekunden (üblich 1,5–2 µs) Zeit zum Ionisieren benötigt.
- Temperaturabhängigkeit: Kälte erhöht, erhöhte Raumtemperatur reduziert die Zündspannung.

Oft wird der Gasableiter durch weitere Schutzelemente ergänzt, wie VDR (Varistor) und Suppressordiode (auch TVS-, Transzorb- oder Transil-Diode genannt).
Anwendungen
- Blitzschutz an Netzanschlüssen, auch in Überspannungsschutz-Zwischensteckern oder -Steckdosenleisten. Sie führen hier beim Ansprechen zur Auslösung der vorgeordneten Sicherung.
- Blitz- und Überspannungsschutz bei Telefonen, Modems und Netzwerkkarten.
- Blitzschutz in Antennen-Leitungen (hier besonders aufgrund der geringen Kapazität geeignet).